# Tramboot
Een tramboot was een vaartuig dat mensen van en naar hun werk bracht over de dokken in Antwerpen vanaf 1888 tot 1892. De tramboot was een ijzeren rechthoekvormige vlet met een zeildoeken afdak.
Door de schaalvergroting van de haven was de afstand naar de stad Antwerpen aanzienlijk toegenomen. Het toenemende scheepsverkeer deed ook een aantal havenarbeiders stijgen. Hoe kwamen deze lieden zonder tijdsverlies op hun werk? De oplossing lag bij een stoombotendienst voor passagiers die in 1888 van start ging.
Jules van Beylen schrijft dat het stadsbestuur een vergunning verpachtte en een firma vijf zogenaamde tramboten inzette. 
Een tramboot kon maximaal 40 passagiers vervoeren. Een bemanning van kapitein, machinist, conducteur en scheepsjongen voer van station 1 aan afdak 8, Hamburgerkaai, nu Oostendekaai (Willemdok aan n° 8, bij het MAS Museum aan de Stroom), naar het eindstation 8 aan afdak 52 Amerikadok. Onderweg, via het Verbindingsdok, Kattendijkdok, Suezdok en Amerikadok, werden zeven stations aangedaan. Ook het Houtdok, Kempischdok en Asiadok werden aangedaan. Om het kwartier was er aan station 1 (Willemdok) een afvaart en wel van 7.00 tot 19.00 uur. Er waren ook sneldiensten die slechts aan drie stations aanlegden.Het reizigerstarief bedroeg toen 10 centiemen.
Het is 'De dienst der tramboten voor reizigers in de dokken' niet voor de wind gegaan. Het drukke scheepsverkeer bemoeilijkte klokvaste verbindingen zodat het aanzienlijk aantal reizigers, een kleine duizend per dag, al vlug terugliep tot enkele honderden. In 1892 stierf deze onderneming dan ook een vroegtijdige dood. Zo rond 1920 moeten er nog tramboten gevaren hebben, die hetzelfde traject aandeden, maar door het opkomende andere vervoer, zoals de elektrische trams, fietsen, lijnbussen en de opkomende trolleybussen, werd het project wederom afgevoerd. 
Heden ten dage zijn er nog sporen te zien van deze Tramlijnboten, o.a. aan het Verbindingsdok en Kattendijkdok zijn er nog enkele overgebleven trapleuningen, waar de passagiers van en aan boord stapten van deze tramboten.

## Tramboot elders
Een van de ondernemingen die de veerdienst van de Lemmerboot uitvoerden, werd ook wel tramboot genoemd.